# Lourdes Pastor
Lourdes Pastor Martínez (Puente Genil, Córdoba,  1981) es una cantante, socióloga y activista feminista española . Está considerada entre las voces españolas que reinterpretan la tradición del flamenco en sus letras junto a Rosalía o Silvia Pérez Cruz. En 2025 fue nombrada Embajadora de la Convivencia de la Universidad Complutense de Madrid.

## Biografía y trayectoria
Lourdes Pastor creció arropada por la familia materna en la que el flamenco estuvo presente durante varias generaciones. Visitación Martínez, su tía abuela, conocida como "Estrella de Córdoba”, pisó las tablas de escenarios de todo el mundo. El compromiso social de su madre, la activista feminista Rafaela Pastor, es un referente vital y su activismo feminista comenzó en la adolescencia.
Estudió sociología en la Universidad de Granada. 

### Activismo feminista
Desde 2005 se integró en la ONG feminista Plataforma Andaluza de Apoyo al Lobby Europeo de Mujeres (PALEM) donde trabaja en formación y sensibilización sobre los derechos de las mujeres y en la lucha contra la violencia de género, temas que introduce en las letras de sus canciones. Forma parte de la organización de los seminarios anuales de PALEM, que se iniciaron tras la celebración de la Cuarta Conferencia Mundial de Mujeres en Pekín en 1995 y que desde 2001 cambió su nombre por "Feminarios", resultado de combinar seminario y feminismo.
Entre los logros conseguidos por Pastor y PALEM, está el promover y conseguir instaurar el 22 de febrero como Día por la Igualdad Salarial entre Mujeres y Varones en el año 2009 en la Comunidad Autónoma Andaluza y que al año siguiente sería de ámbito nacional.

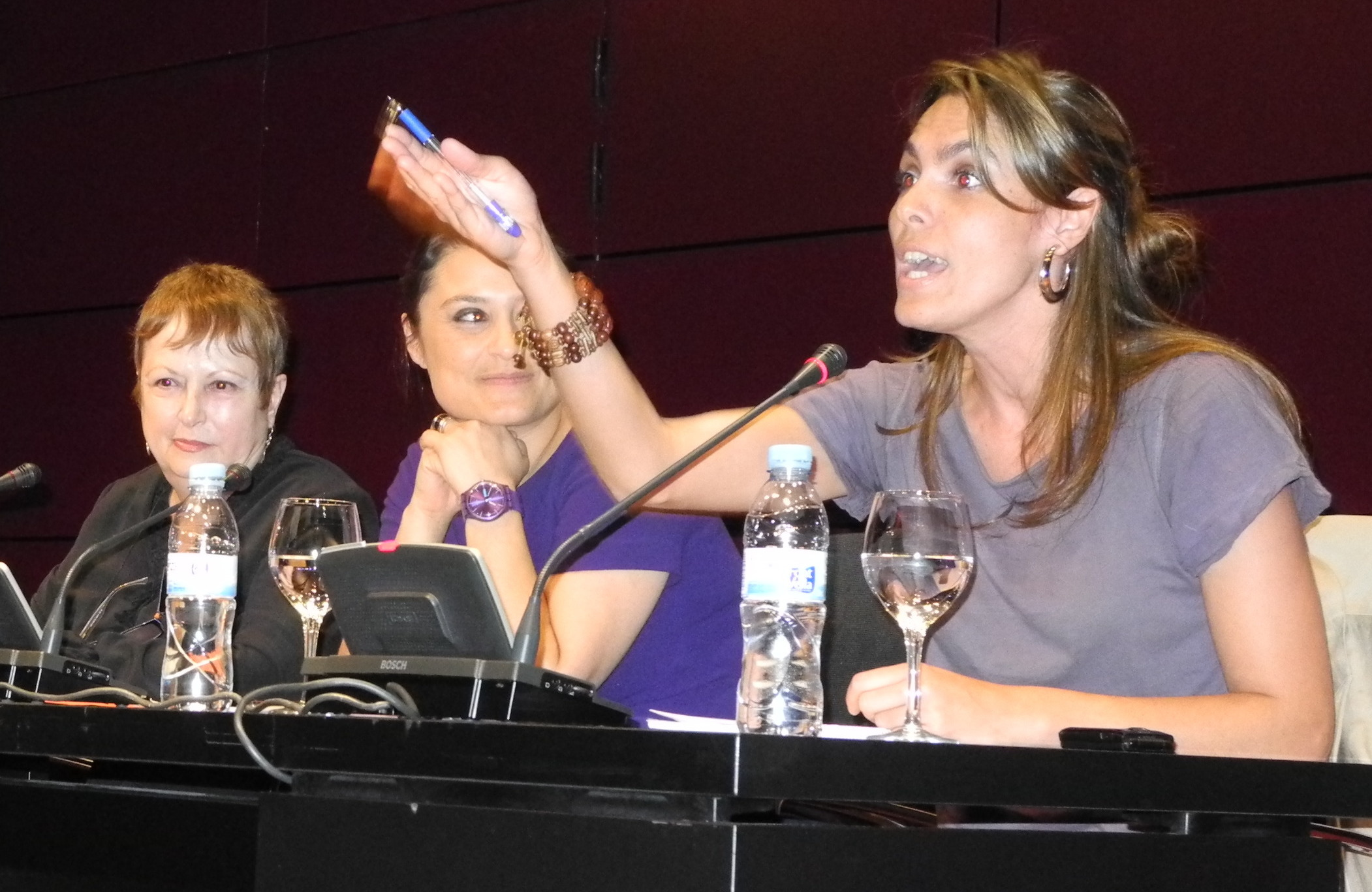
Lourdes Pastor con Celia Amorós y Laura Seara en el 20 aniversario del Curso de Teoría Feminista (2012)

En 2017 impulsó la edición "Agenda de Mujeres en el Flamenco Patrimonio Cultural Inmaterial de la Humanidad" contando con la colaboración de Niña Pastori, Estrella Morente, Remedios Amaya, Mayte Martín. También diseñó la campaña de Sensibilización Social  #dependeti, en la que colaboraron entre otras personas Martirio, Fran Perea o Jorge Pardo.
En marzo de 2018 impartió una Máster Class sobre Mujeres en el Flamenco, en la Delegación de la Junta de Andalucía en Bruselas, donde fue premiada por su lucha en la defensa de los derechos de las mujeres y su impulso a las Mujeres en el Flamenco como Patrimonio Cultural Inmaterial de la Humanidad.

### Música
El mestizaje de Pastor, (de madre paya y padre gitano) es clave en el desarrollo de su música: el "flamenco fusión" cantando rumba y bulerías mezclado con música cubana, jazz, pop o rock. Además, su activismo feminista lo traslada en las letras de sus canciones en un género, como el flamenco, marcado tradicionalmente por las voces masculinas.
Empezó a introducirse en la música de la mano de su tío Juan Carlos Pastor quien más tarde fue el compositor de la letra y la música de sus dos primeros discos, La mitad de la verdad (2010) y ¿A quién le cantaré yo? (2014). Este último, con once canciones de crítica social y de reivindicación feminista con sus ritmos flamencos a los que añadió aires de jazz, bosanova y son cubano. Canta a mujeres, "No es lo mismo escuchar 'yo sin ti me muero' y 'el amor lo es todo para mí' que escuchar 'yo soy dueña de mi vida', 'si mi vida es un vuelo en el aire yo pago el pasaje para poder volar',-dijo Pastor, quien además definió su música como "flamenco social".
Con motivo del 25 aniversario del Instituto Andaluz de la Mujer participó en el documental 25 años abriendo caminos, dirigido por Oliva Acosta y Ana Rosa Diego en un trabajo colectivo de la Asociación Andaluza de Mujeres de los Medios Audiovisuales (AAMMA). Lourdes Pastor es coautora, productora e intérprete de la canción 25 años abriendo caminos. Fue un homenaje a todas las mujeres luchadoras por los derechos, oportunidades y libertades de las andaluzas a lo largo de esos años.
En abril de 2017 protagonizó la ópera flamenca A través de la luz de Fernando Vacas. En diciembre de 2017 fue elegida para interpretar el himno internacional del pueblo gitano, Gelem Gelem, en la décima edición de los premios de la Federación de Asociaciones Gitanas de Cataluña.
Es la autora del considerado primer martinete feminista, presentado en 2017 como reivindicación feminista, conjugando el arte y la expresión del dolor y la tristeza ante la vulneración de los derechos de las mujeres.

MARTINETE FEMINISTA
Que me van a condenar
Por mi razón y mi conciencia
Que me van a condenar
Por ser mujer ya vivo presa
¡Ay mare mía qué pasaráǃ
Porque no somos esclavas
Queremos ser nuestra dueñas
Nacemos libres hermanas

Y no queremos que nos vendan
Lourdes Pastor

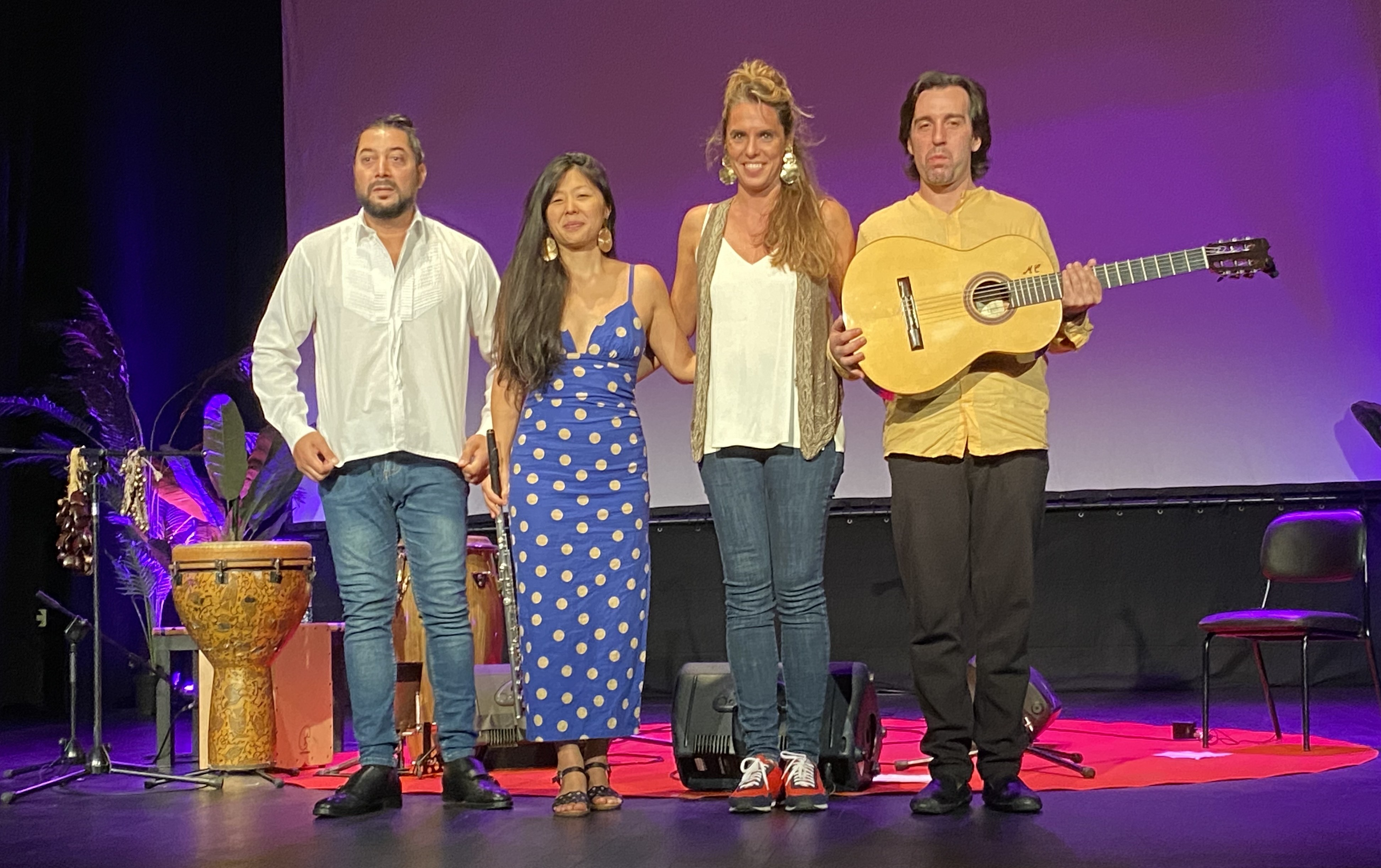
Lourdes Pastor con Melón Jiménez, Lara Wong, Bandolero (Móstoles 2022)

Terminó la grabación de su disco La revolución a la vuelta de la esquina, en 2021, con temas propios y otros que son versiones universales. Como ella misma dijo "es como una llamada a la memoria" y por eso rescató canciones de la Transición y canciones protesta en formato de bulerías, tangos martinete, rumba o seguidilla. Reivindica también a mujeres importantes en la historia que fueron invisibilizadas durante mucho tiempo y así nombra en algunas canciones a Simone de Beauvoir, Frida Kahlo o Flora Tristán entre otras. Según ella misma dijo "Si nos cuentan la historia sesgada, nos están mintiendo al mostrarnos únicamente una mitad. Las mujeres hemos estado, desde siempre, en todos los ámbitos y hay que rescatar y reivindicar nuestra presencia".

#### Las 13 rosas. Memoria
En 2022 interpretó y compuso con JkPastor Las 13 rosas. Memoria canción original del documental Las cartas perdidas de Amparo Climent en homenaje a las mujeres víctima del franquismo. Entre estas mujeres torturadas está la bisabuela de Lourdes Pastor, Araceli Pineda Jiménez, “a quien le dieron aceite de ricino, le raparon la cabeza y la pasearon por el pueblo, por dar cobijo a rojos, en este caso ni siquiera por ideales políticos, porque no tuvo posibilidad de ser formada para ello, sino por ser buena persona” explica Pastor recordando que en la actualidad en muchos países hay mujeres que siguen siendo encarceladas y privadas de ser libres como en Afganistán o Irán. La canción fue presentada por la productora de la película como candidata a los Premios Goya 2023.

### La revolución a la vuelta de la esquina
Tras varios años de trabajo, el 14 de abril de 2023 coincidiendo con el Día de la república publicó oficialmente el álbum "La revolución a la vuelta de la esquina", un proyecto que comenzó con el apoyo de Carlos Bardem, Esperanza Fernández, Fran Perea y Sandra Carrasco, en una campaña de crowdfunding dirigida por la propia artista. Fue grabado entre Córdoba y Madrid. Lourdes Pastor ha compuesto la letra y música de algunos temas además de versionar Palabras para Julia, Las Simples Cosas o Andaluces de Jaén. También reflexiona sobre la memoria histórica con el tema Las 13 Rosas,  se posiciona en la defensa de los derechos de los migrantes en La arena del mar llorando y lanza con el Martinete Feminista el grito por los Derechos de las Mujeres. La versión de A Galopar, escrita por Rafael Alberti y musicada por Paco Ibáñez encabeza e inspira el tema principal.

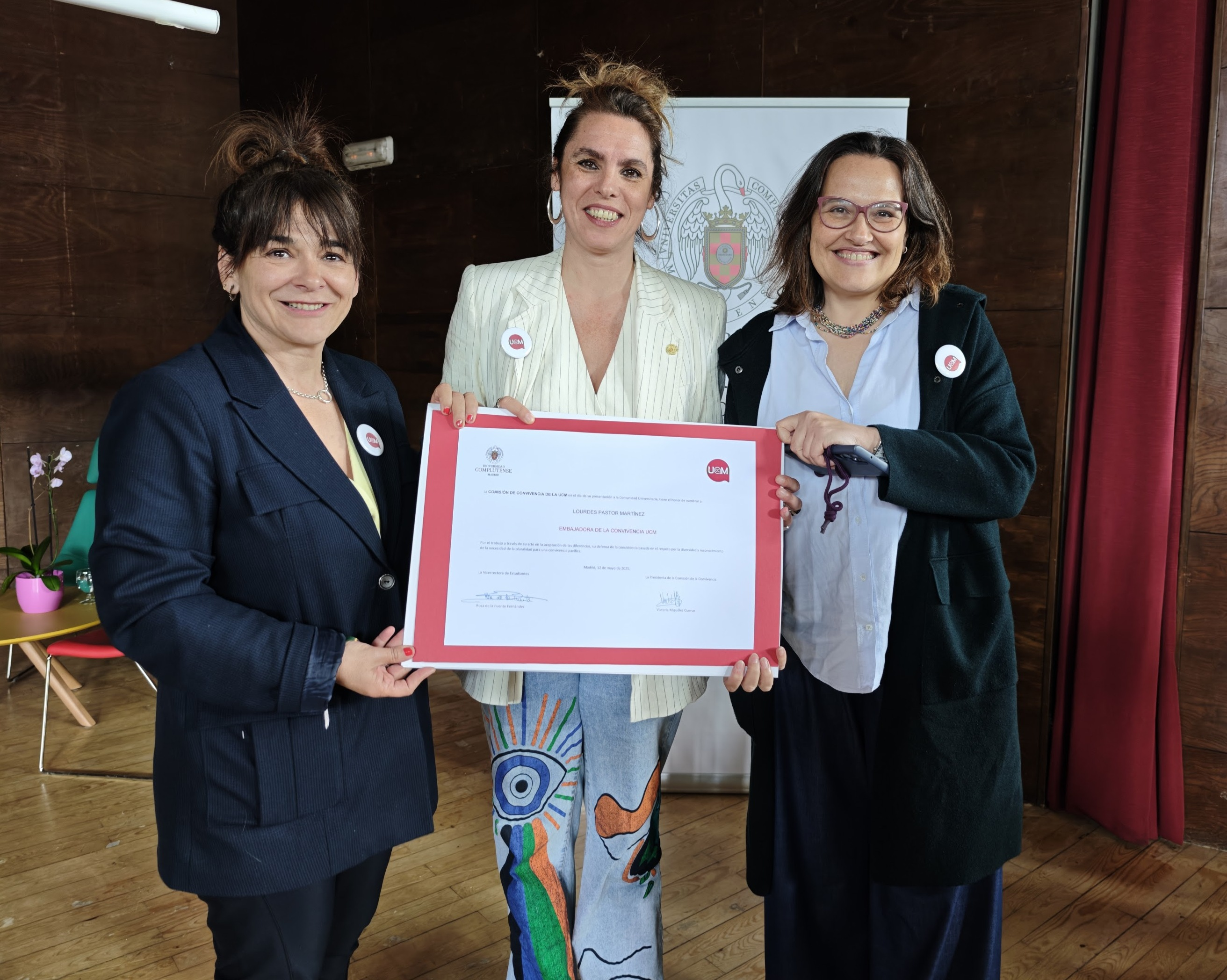
Lourdes Pastor Embajadora de la Convivencia de la Universidad Complutense de Madrid 2025 con Rosa María Fernández de la Fuente vicerrectora y Victoria Miguélez Unidad de Convivencia de la UCM

### Embajadora de la Convivencia de la UCM
En mayo de 2025 fue nombrada Embajadora de la Convivencia de la Universidad Complutense de Madrid, título honorífico para distinguir la contribución de figuras de la cultura a la promoción de valores como el respeto, la justicia y la paz. Se concede a personalidades cuya obra contribuye activamente a fortalecer los lazos ciudadanos y el pensamiento crítico desde la ética y la responsabilidad social. En 2023 se otorgó la distinción al cantante y compositor Jorge Drexler.

## Discografía
- La mitad de la verdad (2010)
- ¿A quién le cantaré yo? (2014)
- Las 13 Rosas. Memoria (2022)
- La revolución a la vuelta de la esquina (2023)[24]

## Premios y reconocimientos
- Premio "Derecho a la Producción y Creación Artística. Art. 20.1 b) CE." 2024 Premios Mujeres constitucionales[27]
- Premio Pura Tomás de igualdad 2024 por “su activismo feminista a través de la creación artística”. .[28][29]
- En 2025 la Universidad Complutenses la nombró Embajadora de la Convivencia, un título honorífico que premia la contribución de figuras de la cultura a la promoción de valores como el respeto, la justicia y la paz.[30]